# Akademie Schloss Solitude

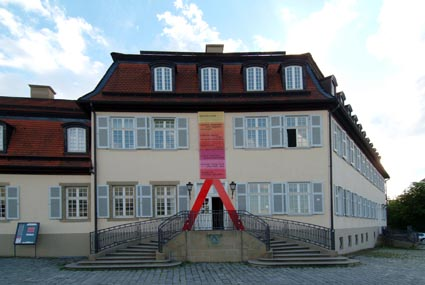
Haupteingang der Akademie

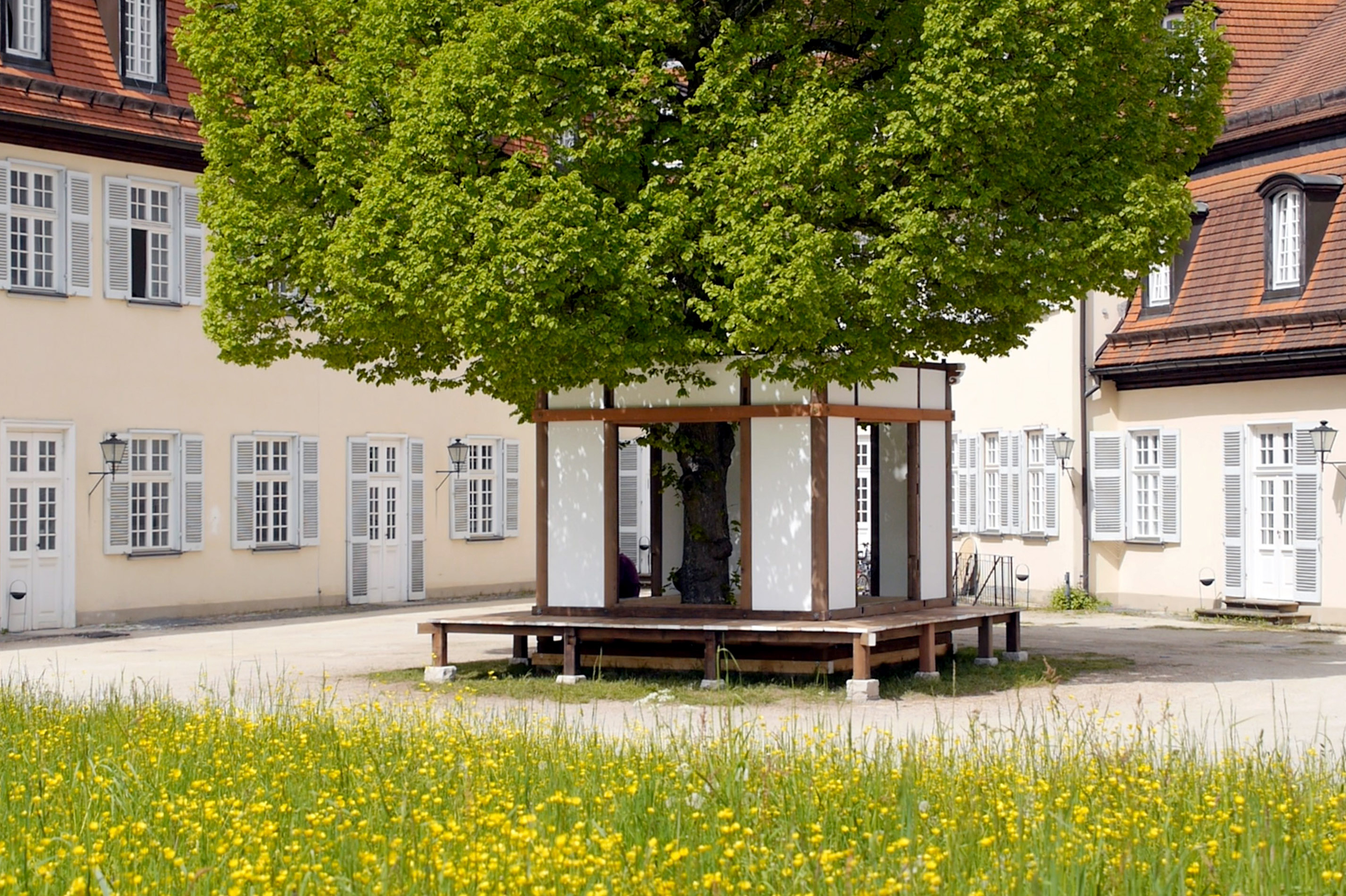
Akademie Schloss Solitude mit Temple Solitude, einem Projekt der Künstler Ariel Schlesinger, Stephanie Choi und Masao Sato

Die Akademie Schloss Solitude ist eine Stiftung des öffentlichen Rechts, die Künstler und Wissenschaftler aus verschiedenen Disziplinen sowie Kulturschaffende durch Wohn- und Arbeitsstipendien fördert. Als internationales Artist-in-Residence-Programm hat die Akademie seit ihrer Gründung 1990 mehr als 1.400 junge Künstler und Wissenschaftler aus über 120 Ländern gefördert. Sie bildet für die internationale Kunstszene ein wichtiges globales und transdisziplinäres Netzwerk.
Der Name verbindet die Idee eines Refugiums mit dem Gedanken künstlerischen und wissenschaftlichen Austauschs. Ein Aufenthalt ermöglicht den Stipendiaten, sich unter materiell und intellektuell guten Bedingungen ihren Arbeitsvorhaben zu widmen. Für sie ist die Akademie Schloss Solitude eine transdisziplinäre Lerneinheit, eine Plattform für gemeinsames Lernen außerhalb des formalen Bildungssystems und ein Ort, der sich für ein breiteres Publikum öffnet. Durch das Experimentieren mit künstlerischen Forschungspraktiken und neuen Formaten möchte die Akademie sich aktiv an gesellschaftlichen Prozessen beteiligen und einen generationenübergreifenden Diskurs initiieren.
Die Stipendiaten wohnen und arbeiten in 45 möblierten Studios, die sich in den ehemaligen Offiziengebäuden von Schloss Solitude in Stuttgart befinden. Die Akademie wird durch Zuwendungen des Landes Baden-Württemberg finanziert.
Der Gründungsdirektor Jean-Baptiste Joly leitete die Akademie vom 1. Januar 1989 bis zum 31. März 2018. Im Anschluss führte Elke aus dem Moore bis 2022 die Akademie. Seit dem 1. Februar 2024 ist Anne Fleckstein Direktorin der Akademie Schloss Solitude.

## Stipendium
Seit 1990 vergibt die Akademie im Turnus von 24 Monaten Aufenthaltsstipendien von unterschiedlicher Länge (zwischen sechs, neun und zwölf Monaten). Für ein Stipendium können sich Künstler und Wissenschaftler aus den Praxisfeldern „Visuell“ (Visuelle Kunst & Medien), „Auditiv & Physisch“ (Musik & Darstellende Kunst), „Digital“ (Digitale Kunst, Gaming, Digitaler Journalismus, Digitales Publishing), „Räumlich“ (Architektur & Design), „Textuell“ (Literatur & Sprache), „Gesellschaftlich/Gemeinschaftlich“ (Erziehung, Vermittlung, Theorie) und „Wissenschaftlich“ (Geistes-, Sozial-, Natur- & Wirtschaftswissenschaften) bewerben.
Außerdem erweiterte die Akademie erstmals mit der Bewerbungsrunde 2019 ihr Profil um einen „thematischen Fokus“ und richtet ab 2020 gemeinsam mit der KfW Stiftung ein neues Programm mit einem inhaltlichen Schwerpunkt ein, mit dem sich eine Gruppe von sieben Stipendiaten über einen Zeitraum von neun Monaten gemeinsam beschäftigen wird. Die Akademie möchte mit dem thematischen Fokus den Stellenwert des transdisziplinären und diskursiv-künstlerischen Arbeitens in der Gesellschaft stärken und hierfür inhaltliche Impulse geben.
Die Entscheidung über die Vergabe der Stipendien wird von unabhängigen Fachjuroren getroffen, die alle zwei Jahre von einem Konsortium neu gewählt werden.
Die Online-Plattform Schlosspost und das Programm »Web Residencies« werden vom Ministerium für Wissenschaft, Forschung und Kunst des Landes Baden-Württemberg unterstützt.

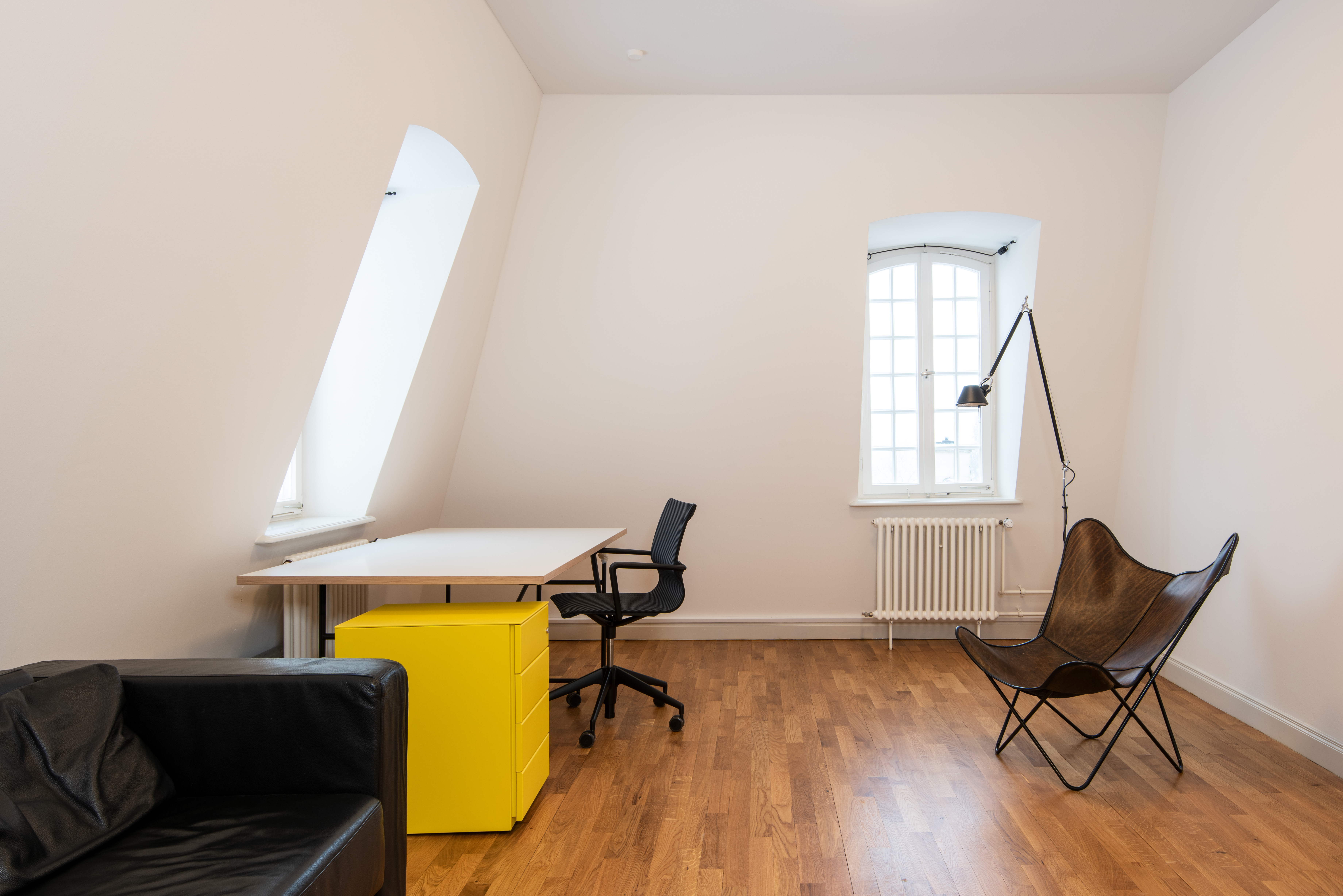
Innenansicht eines Wohn- und Arbeitsstudios

## Juroren

### 1990–1991
Vorsitzender der Jury: Johannes Cladders
| Sparte                 | Juror                  |
| ---------------------- | ---------------------- |
| Architektur            | François Burkhardt     |
| Darstellende Kunst     | Dieter Dorn            |
| Musik/Klang            | Hansjoachim Hespos     |
| Video/Film/Neue Medien | André Iten             |
| Bildende Kunst         | Reiner Speck           |
| Literatur              | Nelleke van Maaren     |
| Design                 | Margit Weinberg Staber |

### 1996–1997
| Sparte      | Juror         |
| ----------- | ------------- |
| Architektur | Annette Gigon |

### 2000–2001
| Sparte      | Juror         |
| ----------- | ------------- |
| Architektur | Peter Zumthor |

### 2009–2011
| Sparte      | Juror            |
| ----------- | ---------------- |
| Architektur | Beatriz Colomina |

### 2013–2015
Vorsitzende der Jury: Corinne Diserens
| Sparte                               | Juror                                                 |
| ------------------------------------ | ----------------------------------------------------- |
| Architektur                          | Eyal Weizman                                          |
| Bildende Kunst                       | Raqs Media Collective (Jeebesh Bagchi, Monica Narula) |
| Darstellende Kunst                   | Bojana Cvejić                                         |
| Design                               | Saâdane Afif                                          |
| Exakte Wissenschaften                | Seda Gürses                                           |
| Literatur                            | Maxi Obexer                                           |
| Musik/Klang                          | Tom Pauwels, Jean-Luc Plouvier                        |
| Video/Film/Neue Medien               | Jean-Pierre Rehm                                      |
| Dokumentarfilm                       | Böller und Brot (Sigrun Köhler und Wiltrud Baier)     |
| Geisteswissenschaften                | Sarat Maharaj                                         |
| Wirtschaft/Wirtschaftswissenschaften | Akseli Virtanen                                       |
| Schach                               | Enrique Irazoqui                                      |

### 2015–2017
Vorsitzender der Jury: Kaiwan Mehta (Mumbai, Indien)
| Sparte                               | Juror                                                                              |
| ------------------------------------ | ---------------------------------------------------------------------------------- |
| Architektur                          | Brett Steele (London, Großbritannien)                                              |
| Bildende Kunst                       | Desire Machine Collective: Sonal Jain und Mriganka Madhukaillya (Guwahati, Indien) |
| Darstellende Kunst                   | Galin Stoev (Sofia, Bulgarien)                                                     |
| Design                               | Ute Meta Bauer (Singapur, Republik Singapur)                                       |
| Deutschsprachige Literatur           | Ulrike Draesner (Berlin, Deutschland)                                              |
| Literatur                            | Ranjit Hoskote (Mumbai, Indien)                                                    |
| Musik/Klang                          | Jennifer Walshe (Dublin, Irland)                                                   |
| Video/Film/Neue Medien               | Nancy Adajania (Mumbai, Indien)                                                    |
| Geisteswissenschaften                | Kaiwan Mehta (Mumbai, Indien)                                                      |
| Wirtschaft/Wirtschaftswissenschaften | Edward Soja (Los Angeles, USA)                                                     |
| Sozialwissenschaften                 | Ackbar Abbas (Hong Kong, China)                                                    |
| Recht/Rechtswissenschaften           | Lawrence Liang (Bangalore, Indien)                                                 |

### 2017–2019
Vorsitzender der Jury: Kaiwan Mehta
| Sparte                              | Juror                         |
| ----------------------------------- | ----------------------------- |
| Architektur                         | Rahul Mehrotra                |
| Bildende Kunst                      | Catherine David               |
| Darstellende Kunst                  | Nicole Gingras                |
| Design                              | Iris Dressler, Hans D. Christ |
| Deutschsprachige Literatur          | Terézia Mora                  |
| Internationale Literatur            | Ahdaf Soueif                  |
| Musik/Klang                         | Marcus Schmickler             |
| Webbasierte Medien                  | Nishant Shah                  |
| Zeitbasierte Medien                 | Shilpa Gupta                  |
| Geisteswissenschaften               | Sunil Khilnani                |
| Sozialwissenschaften und Geschichte | Kaiwan Mehta                  |
| Wirtschaftswissenschaften           | Ackbar Abbas                  |

## Kuratorium
- Vertreter des kulturellen Lebens: Ludger Engels, Annika Hampel, Christian Holtzhauer, Holger Kube Ventura, Mark Kwami, Prasanna Oommen, Dieter Ripberger, Marcus Schmickler, Bonaventure Soh Bejeng Ndikung, Hortensia Völckers, Susanne M. Winterling, Gitte Zschoch.
- Vertreter des öffentlichen Lebens: Anna Bartels, Hans Peter Buohler, Danica Dakić, Giovanni Galizia, Julia Grosse, Felix Heidenreich, Andreas Kaminski, Anh-Linh Ngo, Cem Özdemir, Eva-Maria Seng, Ülkü Süngün, Mirjam Zadoff.
- Vertreter kraft Amtes: Rainer Balzer, Stephen Brauer, Marc Gegenfurtner, N. N., Erwin Köhler, Nils Schmid, Katrin Steinhülb-Joos, Andreas Sturm.[3]

## Bekannte Stipendiaten
- Ingo Ahmels, Musiker, Klanginstallateur, Bildender Künstler und Publizist
- Oliver Augst, Komponist
- Pauls Bankovskis, Schriftsteller
- Karin Beier, Theaterregisseurin
- Thierry Blondeau, Komponist
- Monika Brandmeier, Bildhauerin
- Mircea Cărtărescu, Schriftsteller
- Johanna Diehl, Fotografin
- Karen Duve, Schriftstellerin
- Ines Eck, Journalistin, Kulturmanagerin, Autorin und Künstlerin
- Esi Edugyan, kanadische Schriftstellerin
- Gerhard Falkner, Lyriker, Dramatiker, Essayist und Übersetzer
- Klaus Fehling, Schriftsteller, Dramaturg und Musiker
- Werner Fritsch, Schriftsteller
- Gunnar Geisse, Musiker
- Helga Glantschnig, Schriftstellerin
- Elmar Goerden, Regisseur
- Valerie Göhring, Dramaturgin[4]
- Markus Grob, Architekt, Autor und Hochschullehrer[5]
- Gino Hahnemann, Schriftsteller und Architekt
- Beatrix Haustein, Schriftstellerin
- Falko Hennig, Schriftsteller, Journalist und Bühnenkünstler
- Oleg Jurjew, Dramatiker, Lyriker, Romancier und Essayist
- Claudia Klischat, Schriftstellerin und Tänzerin
- Sven-Ingo Koch, Komponist
- Gabriele Langendorf, Künstlerin und Professorin
- Anna Langhoff, Schriftstellerin, Regisseurin und Dramaturgin
- Mikael Mikael, bildender Künstler
- Perikles Monioudis, Schriftsteller
- Terézia Mora, Schriftstellerin, Drehbuchautorin und Übersetzerin
- Claus Noppeney, Kulturökonom
- Helmut Oehring, Komponist
- Necati Öziri, Schriftsteller und Dramaturg[6]
- René Pollesch, Dramatiker und Regisseur
- Tilman Rammstedt, Schriftsteller und Musiker
- Neo Rauch, Maler
- Urs Richle, Schriftsteller
- Alexei Schipenko, Schriftsteller, Regisseur, Musiker und Schauspieler
- Dieter Schlesak, Schriftsteller
- Raoul Schrott, Literaturwissenschaftler, Komparatist und Schriftsteller
- Rafael Spregelburd, Dramatiker, Regisseur und Übersetzer
- Michael Stauffer, Schriftsteller
- Manos Tsangaris, Komponist, Musiker, Installations- und Performancekünstler und Lyriker
- Anja Tuckermann, Schriftstellerin und Journalistin
- Natascha Wodin, Schriftstellerin
- Eva Christina Zeller, Lyrikerin, Autorin und Journalistin
- Péter Zilahy, Autor und Fotograf

## Israel
Laut Stuttgarter Zeitung sollen Stipendiaten „eine Erklärung mit antiisraelischen Positionen verbreitet“ haben. Eine „Aufarbeitung“ durch Wissenschaftsministerin Petra Olschowski blieb „ohne Folgen für Stipendiaten“.